# Secret Society
Secret Society je osmým studiovým albem švédské hard rockové skupiny Europe. Vydáno bylo 25. října, 2006 společností Sanctuary Records.

## Seznam skladeb
1. "Secret Society" (Joey Tempest) – 3:37
2. "Always the Pretenders" (Tempest, John Levén) – 3:55
3. "The Getaway Plan" (Tempest, John Norum) – 3:53
4. "Wish I Could Believe" (Tempest, Mic Michaeli) – 3:35
5. "Let the Children Play" (Tempest, Michaeli) – 4:12
6. "Human After All" (Tempest, Norum) – 4:14
7. "Love Is Not the Enemy" (Tempest, Norum) – 4:19
8. "A Mother's Son" (Tempest) – 4:49
9. "Forever Travelling" (Tempest, Michaeli) – 4:12
10. "Brave and Beautiful Soul" (Tempest) – 3:48
11. "Devil Sings the Blues" (Tempest, Michaeli) – 5:24

## Sestava
- Joey Tempest – zpěv
- John Norum – kytara
- John Levén – baskytara
- Mic Michaeli – klávesy
- Ian Haugland – bicí